# جولييان فيتالي
جولييان فيتالي (بالإسبانية: Julián Vitale)‏ هو لاعب كرة قدم أرجنتيني في مركز الوسط، ولد في 21 يوليو 1995 في بوينس آيرس في الأرجنتين. لعب مع إنديبندينتي.

## وصلات خارجية
- جولييان فيتالي على موقع قاعدة بيانات كرة القدم.إي يو (الإنجليزية)
- جولييان فيتالي على موقع Soccerway.com (الإنجليزية)